# Tarachodes saussurei
Tarachodes saussurei es una especie de mantis de la familia Tarachodidae.

## Distribución geográfica
Se encuentra en Burkina Faso, Camerún, Mauritania, Níger, Senegal, Chad y Ghana.